# 艾加尔斯·卡尔维季斯
艾加尔斯·卡尔维季斯（1966年6月27日—）是一名拉脱维亚政治家，拉脱维亚人民党成员，曾任拉脱维亚总理（2004年-2007年）。现任拉脱维亚Balzams董事局主席。

## 生平
卡尔维季斯1992年毕业于拉脱维亚农业大学，获得经济学学位。1992年到1998年在各个农业相关企业担任经理。1997年参与创建拉脱维亚人民党，成为创始人之一。1998年首次当选拉脱维亚议会议员，1999年到2000年担任农业部部长，2000年到2002年任经济部长。2002年再次当选议员，并成为人民党议会领袖(议会党团主席)。
2004年12月2日卡尔维季斯成为拉脱维亚总理，他的内阁成员由人民党、新世纪党、绿色农民联盟、拉脱维亚第一党等四个党组成。2006年4月，新世纪党退出政府，这样卡尔维蒂斯就只能领导一个少数派政府。
2006年10月7日，卡尔维季斯的政党联盟赢得了议会选举，保住了政府，这是他的政府成为拉脱维亚1991年独立以来第一个连任的政府。祖国和自由党新加入了他的政党联盟，这使得该联盟的席位增加到59席（总共100席），拉脱维亚人民党成为议会第一大党，卡尔维季斯成为其主席。
2007年10月，卡尔维季斯因他解雇反腐局负责人阿历克塞斯·洛斯库托夫斯(Aleksejs Loskutovs)，而遭到普遍反对，11月7日宣布他将于12月5日辞去总理职务。12月5日他在会见总统瓦尔季斯·扎特莱尔斯后，递交了他的辞呈，他的政府正式宣布辞职。卡尔维季斯在当天电视讲话中称，这是必要的，“将头脑发热冷静下来”。随后卡尔维季斯留任看守总理，直到他的继任者伊瓦尔斯·戈德马尼斯接任总理。
他的儿子卡尔利斯·卡尔维季斯(Kārlis Kalvītis)是一个专业的冰球运动员。